# District de Jashpur
Le district de Jashpur (hindi : जशपुर जिला) est un district de l'état du Chhattisgarh, en Inde,

## Géographie
Au recensement de 2011, sa population compte 851 669 habitants.
Son chef-lieu est la ville de Jashpur Nagar. 